# Diplasterias meridionalis
Diplasterias meridionalis är en sjöstjärneart som först beskrevs av Perrier 1875.  Diplasterias meridionalis ingår i släktet Diplasterias och familjen trollsjöstjärnor. Inga underarter finns listade i Catalogue of Life.